# Doue
Doue település Franciaországban, Seine-et-Marne megyében. Lakosainak száma 1119 fő (2022. január 1.). Doue Orly-sur-Morin, Rebais, Saint-Cyr-sur-Morin, Saint-Denis-lès-Rebais, Saint-Germain-sous-Doue, Saint-Ouen-sur-Morin, La Trétoire és Jouarre községekkel határos.

## Népesség
A település népességének változása:
| Lakosok száma | 999  | 992  | 1009 | 1019 | 1045 | 1070 | 1094 | 1108 | 1119 |
|               | 2013 | 2015 | 2016 | 2017 | 2018 | 2019 | 2020 | 2021 | 2022 |